# Astarte borealis
Astarte borealis is een tweekleppigensoort uit de familie van de Astartidae. De wetenschappelijke naam van de soort is voor het eerst geldig gepubliceerd in 1817 door Schumacher.
Afgeronde vorm:

Rechter klep
Linker klep

Langwerpige vorm:

Rechter klep
Linker klep